# Zaqef qaton
| ֽ | Sof pasuq       |  | ֑   | Etnachta            |
| ֶ | Segol (Trope)   |  | ֓ ׀ | Schalschelet gedola |
| ֔ | Zaqef qaton     |  | ֕   | Zakef gadol         |
| ֗ | Rewia           |  | ֖   | Tipcha              |
| ֮ | Zarqa (Trope)   |  | ֙   | Paschta             |
| ֚ | Jetiw           |  | ֛   | Tewir               |
| ֜ | Geresch (Trope) |  |    | Gerschajim (Trope)  |
| ֡ | Pazer           |  | ֟   | Qarne para          |
| ֠ | Telischa gedola |  | ֣ ׀ | Munach Legarmeh     |

| ֣ | Munach           |  | ֤ | Mahpach         |
| ֥ | Mercha           |  | ֦ | Mercha kefula   |
| ֧ | Darga (Trope)    |  | ֨ | Qadma           |
| ֩ | Telischa qetanna |  | ֪ | Jerach ben jomo |
| ֖ | Majela (Trope)   |  |  |                 |

## Begriffe
| Trope                                                                          |
| ------------------------------------------------------------------------------ |
| von altgriechisch τρόπος tropos über jiddisch טראָפּ trop dt.: Betonung, Melodie |

Das hebräische Wort zakef (זָקֵף) heißt übersetzt aufrecht.
In der aschkenasischen Tradition wird die Trope Zakef katan genannt. In der sephardischen und italienischen Tradition wird sie Zakef katon oder einfach nur Katon genannt. In der jemenitischen Tradition wird es auch Zokef koton genannt. Jacobson verwendet Zakef katon oder einfach nur Zakef. In der deutschen Literatur wird es unterschiedlich geschrieben: Sakef katon, Sakef katan, Zakef katon oder Zaqef qaton.
Das hebräische Wort קָט֗וֹן (qaton) kann als Plene-Schreibweise für קָטֹן ‚klein‘ verstanden werden. Gesenius verwendet beide Schreibweisen in seiner Grammatik. Basierend auf einem Artikel in der Zeitschrift der Deutschen Morgenländischen Gesellschaft führt er in seinem Handwörterbuch das Wort auf ḳaṭân hebräisch קָטָן zurück.

## Symbol
Das Symbol besteht aus zwei Punkten übereinander und sieht aus wie ein Doppelpunkt. Es steht über der betonten Silbe. In bestimmten Fällen steht statt Zakef katon ein Zakef gadol, dieses hat zusätzlich einen senkrechten Strich links vom Doppelpunkt.

## Beschreibung
Zakef ist ein starkes Trennungzeichen innerhalb einer Etnachta-Gruppe und taucht auf als entfernter Trenner vor einem Tipcha. Auf ein Zakef kann ein weiteres Zakef folgen, aber am Ende folgt dem letzten Zakef immer ein Tipcha. Wenn zwei Zakef-Segmente hintereinander auftauchen, ist der trennende Charakter beim ersten Zakef stärker.

## Kombinationen
In einer Zakef-qaton-Tropengruppe können die Zeichen Kadma oder Jetiw, Mahpach, Paschta, Munach sowie Zaqef qaton vorkommen.

### Zaqef qaton in einer Gruppe mit zwei Wörtern
| Zaqef qaton | Munach |
| ----------- | ------ |
| ◌֔           | ◌֣      |

In einer Gruppe mit zwei Wörtern ist das vorangehende Wort mit dem konjunktiven Zeichen Munach betont. Jacobson illustriert dies u. a. am Beispiel Lev 1,3  יַקְרִ֣יב אֹתֹ֔ו, Lev 1,4  וְסָמַ֣ךְ יָדֹ֔ו, Lev. 3,1  ה֣וּא מַקְרִ֔יב.

### Zaqef qaton und Munach auf einem Wort
Zaqef qaton und Munach können auch auf einem Wort gemeinsam auftreten. Dann übernimmt Munach die Aufgabe des Meteg, um eine zweite Betonung auf langen Worten anzuzeigen. Jacobson illustriert dies u. a. an den Beispielen Ex 25,21  (וְאֶל־הָ֣אָרֹ֔ן), Ex 25,12  (וְנָ֣תַתָּ֔ה), Dtn 1,42  (וְלֹא־תִלָּ֣חֲמ֔וּ), Num 33,55  (בְּעֵ֣ינֵיכֶ֔ם), Ex 8,7  (וּמִבָּ֣תֶּ֔יךָ) und Ex 1,10  (עַל־שֹׂ֣נְאֵ֔ינוּ).

### Zaqef qaton und Metiga
| Zaqef qaton | Metiga |
| ----------- | ------ |
| ◌֔           | ◌֨      |

Zaqef qaton und Metiga können auf einem Wort gemeinsam auftreten. Metiga erscheint dem Wort als zweites Betonungszeichen auf einer geschlossenen Silbe, während Munach als zweites Betonungszeichen auf einer geöffneten Silbe erscheint. Jacobson illustriert dies u. a. am Beispiel Dtn 26,4  (וְהִ֨נִּיחֹ֔ו), Num 13,20  (וְהִ֨תְחַזַּקְתֶּ֔ם),  Num 35,30  (כָּל־מַ֨כֵּה־נֶ֔פֶשׁ).

## Vorkommen
| Teil des Tanach | Zakef katon |
| --------------- | ----------- |
| Tora            | 6992        |
| Nevi’im         | 13715       |
| Ketuvim         | 4843        |
| Gesamt          | 25550       |

Die Tabelle zeigt das Vorkommen von Zakef katan in den 21 Büchern.